# Samogoszcz (Mazovie)
Pour les articles homonymes, voir Samogoszcz.
Samogoszcz (prononciation : [saˈmɔɡɔʂt͡ʂ]) est un village polonais de la gmina de Maciejowice dans le powiat de Garwolin de la voïvodie de Mazovie dans le centre-est de la Pologne.
Il se situe à environ 11 kilomètres au nord-ouest de Maciejowice (siège de la gmina), 19 kilomètres au sud-ouest de Garwolin (siège du powiat) et à 60 kilomètres au sud-est de Varsovie (capitale de la Pologne).
Le village possède une population de 172 habitants en 2006.

## Histoire
De 1975 à 1998, le village appartenait administrativement à la voïvodie de Siedlce.